# Graciella moea
Graciella moea là một loài bọ cánh cứng trong họ Cerambycidae.